# Скривери
Скри́вери (латыш. Skrīveri, ранее поместье Рёмерсгоф, нем. Römershof) — населённый пункт («крупное село», латыш. lielciems) в Латвии, административный центр Скриверской волости Айзкраукльского края. Расположено на правом берегу Даугавы, в 84 км к юго-востоку от Риги.
В Скривери находится одно из самых высоких и неизученных городищ Латвии и охраняемый Скриверский дендрологический парк, площадью 18,4 га. Здесь также находятся мемориальный музей Андрея Упита, средняя школа имени А. Упита, католическая церковь и основанный в Латвийской ССР научно-исследовательский институт земледелия.

## История
Посёлок находится на территории бывшего поместья Рёмерсгоф (Römershof), которое в 1634 году стало собственностью писаря Кокенгузенского поместья (скривера, от шведского skreivet — "писать") Иоганна Нимейера. Нынешнее название посёлка восходит к этому наименованию. 
Жилой посёлок начал формироваться с 1882 года возле построенной станции Рёмерсгоф Риго-Орловской железной дороги. Был волостным центром Скриверской волости Рижского уезда Лифляндской губернии.
В 1925 году Скривери присвоен статус посёлка, в 1958 году, с ростом населения — посёлка городского типа, который в 1990 году населённый пункт утратил. 
В 1956 году основан Скриверский пищевой комбинат, выпускавший знаменитые молочные конфеты «Коровка» («Gotiņa»).

## Транспорт

### Железнодорожный транспорт
Станция Скривери на линии Рига — Крустпилс.

### Автодороги
В Скривери ведёт региональная автодорога P32 Аугшлигатне — Скривери.

## Известные уроженцы
- Упит, Андрей Мартынович — латышский советский писатель-романист, поэт.
- Зернит, Бруно Иванович[тат.] — поэт и журналист.
- Круминь, Ян Мартынович — латышский марксист, деятель революционного движения в Латвии.